# 圣雷米昂孔泰
圣雷米昂孔泰（法語：Saint-Rémy-en-Comté，法語發音：[sɛ̃ ʁemi ɑ̃ kɔ̃te]；2018年之前名为圣雷米 (Saint-Remy)）是法国上索恩省的一个市镇，属于沃苏勒区。

## 地理
圣雷米昂孔泰（47°50'7"N, 6°5'44"E）面积9.08 平方千米，位于法国勃艮第-弗朗什-孔泰大區上索恩省，该省份为法国东部内陆省份，北起顺时针与孚日省、贝尔福地区省、杜省、汝拉省、科多尔省和上马恩省接壤。
与圣雷米昂孔泰接壤的市镇（或旧市镇、城区）包括：昂什农库尔和沙泽勒、布吉尼翁莱孔夫朗、屈布里莱法韦尔内、当皮埃尔莱孔夫朗、波兰库尔和克莱尔方丹。

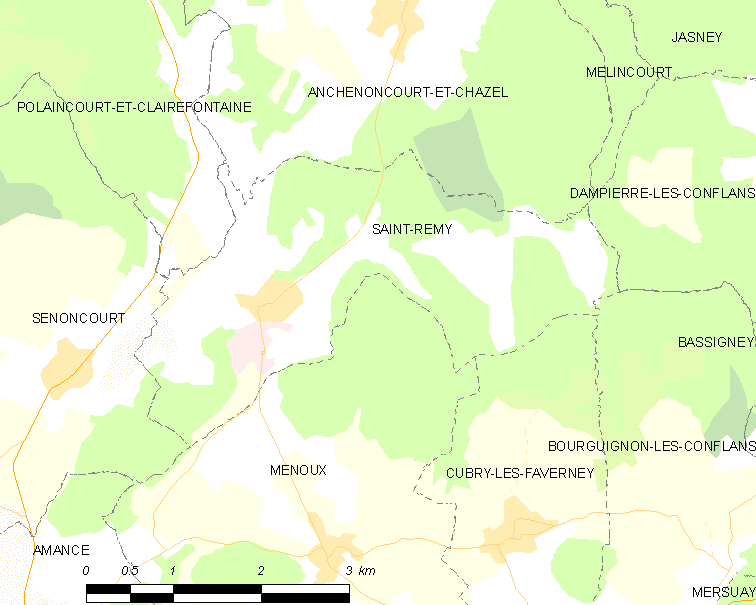
圣雷米昂孔泰的OSM定位图

圣雷米昂孔泰的时区为UTC+01:00、UTC+02:00（夏令时）。

## 行政
圣雷米昂孔泰的邮政编码为70160，INSEE市镇编码为70472。

## 政治
圣雷米昂孔泰所属的省级选区为索恩港县。

## 人口

1962-2008年间圣雷米昂孔泰人口变化图示

圣雷米昂孔泰于2022年1月1日时的人口数量为439人。